# ヤコ・クリエル
ヤコ・クリエル（Jaco Kriel、1989年8月21日 - ）は、ユナイテッド・ラグビー・チャンピオンシップライオンズに所属するラグビー選手。

## プロフィール
- 南アフリカ・スタンダートン出身。
- ポジションはナンバーエイト(No8)。
- 身長 184cm、体重 100kg
- ニックネームはヤコ。
- 南アフリカ代表キャップは11（2020年11月現在）。

## 略歴
スタンダートン高校、ライオンズを経て、2016年、クボタスピアーズに加入。同年10月23日に行われたジャパンラグビートップリーグ第8節のNECグリーンロケッツ戦に途中出場で日本での公式戦初出場を果たす。
2018年、クボタスピアーズを退団後、グロスターに加入。
2020年、ライオンズに復帰。